# ماركوس أنطونيو أباريسيدو سيبريانو
ماركوس أنطونيو أباريسيدو سيبريانو (بالبرتغالية: Marcos Antonio Aparecido Cipriano‏) (14 أبريل 1973 في البرازيل - ) هو لاعب كرة قدم برازيلي في مركز الهجوم. لعب مع سبارتاك موسكو ومونتيفيديو واندررز ونادي باهيا ونادي تورينو ونادي تولوكا ونادي سانت باولي ونادي سبورت ريسيفه ونادي غواراني ونادي موجي ميريم ونادي ميراسول وسوسيداد إسبورتيفا ماتسوبارا ‏ وAssociação Portuguesa Londrinense ‏ ويافردون سبور ‏ وNacional Atlético Clube Sociedade Civil Ltda. ‏.

## وصلات خارجية
- ماركوس أنطونيو أباريسيدو سيبريانو على موقع قاعدة بيانات كرة القدم.إي يو (الإنجليزية)
- ماركوس أنطونيو أباريسيدو سيبريانو على موقع بيانات كرة القدم. دي إي (الألمانية)
- ماركوس أنطونيو أباريسيدو سيبريانو على موقع عالم كرة القدم.نت (الإنجليزية)